# Coptocercus biguttatus
Coptocercus biguttatus es una especie de escarabajo longicornio del género Coptocercus, tribu Phoracanthini, subfamilia Cerambycinae. Fue descrita científicamente por Donovan en 1805.

## Descripción
Mide 8,5-19,8 milímetros de longitud.

## Distribución
Se distribuye por Australia y Papúa Nueva Guinea.